# WTA Cincinnati

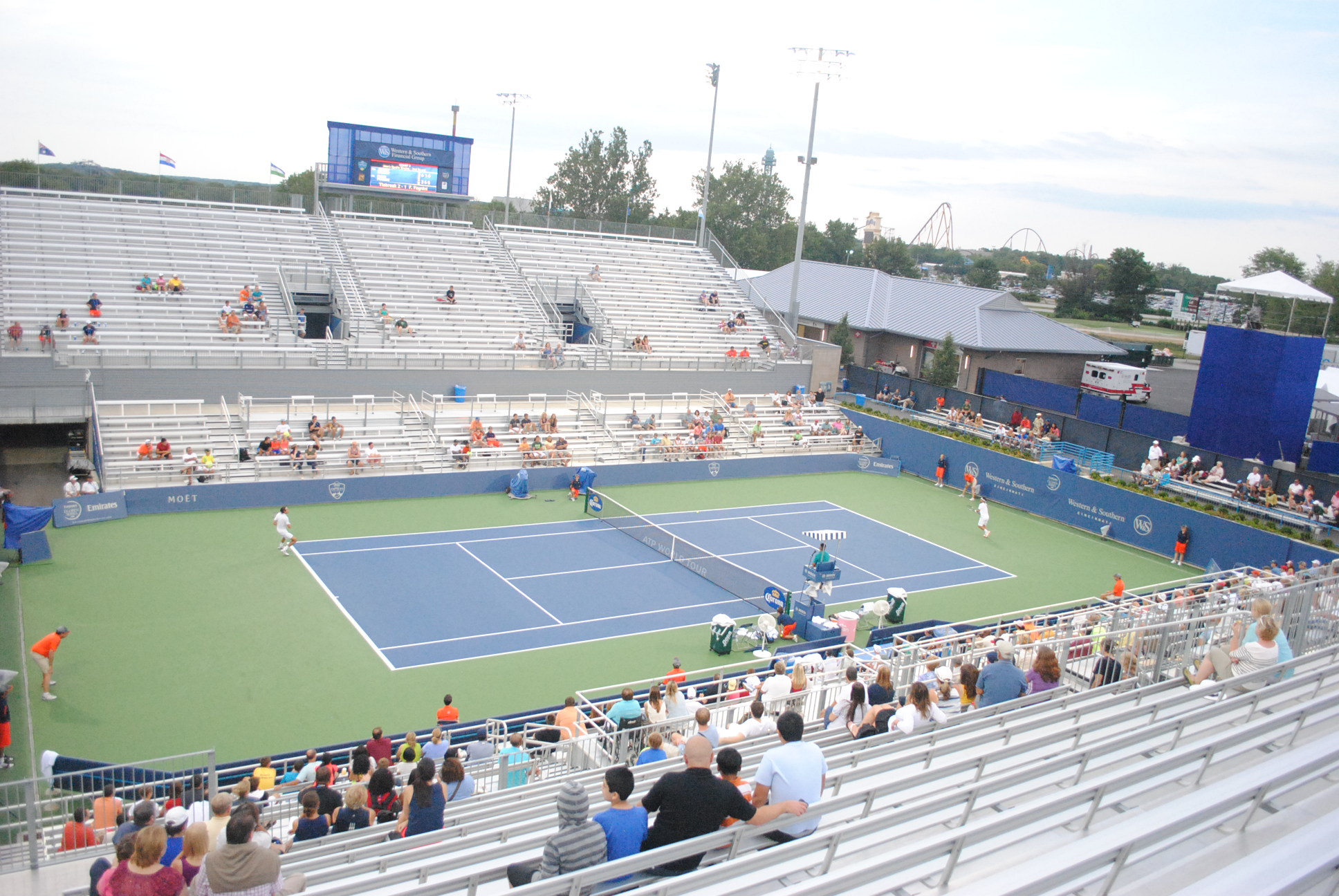
Lindner Family Tennis Center (2012)

Das WTA Cincinnati (offiziell: Cincinnati Open, davor Western & Southern Open (bis 2023) und Western & Southern Financial Group Women’s Open) ist ein Tennisturnier der WTA Tour, das im Vorort Mason der Stadt Cincinnati (Ohio), ausgetragen wird. Die erstmals 1899 durchgeführte Veranstaltung ist eines der ältesten Tennisturniere der Vereinigten Staaten. Es ist Teil der US Open Series, die als Vorbereitung auf die US Open angesehen wird. Spielort ist das Lindner Family Tennis Center.
Aufgrund der COVID-19-Pandemie fand das Turnier 2020 in New York City statt.

## Siegerliste

### Einzel
| Jahr                                                      | Siegerin                | Finalgegnerin                | Ergebnis                |
| --------------------------------------------------------- | ----------------------- | ---------------------------- | ----------------------- |
| 1899                                                      | Myrtle McAteer (1)      | Juliette Atkinson            | 7:5, 6:1, 4:6, 8:6      |
| 1900                                                      | Myrtle McAteer (2)      | Maud Banks                   | 6:4, 6:8, 6:2, 6:3      |
| 1901                                                      | Winona Closterman (1)   | Juliette Atkinson            | 6:2, 8:6, 6:1           |
| 1902                                                      | Maud Banks              | Winona Closterman            | 6:2, 6:1                |
| 1903                                                      | Winona Closterman (2)   | Myrtle McAteer               | 6:1, 5:7, 6:4           |
| 1904                                                      | Myrtle McAteer (3)      | Winona Closterman            | 7:5, 6:3                |
| 1905                                                      | May Sutton (1)          | Myrtle McAteer               | 6:0, 6:0                |
| 1906                                                      | May Sutton (2)          | Florence Sutton              | 7:5, 6:2                |
| 1907                                                      | May Sutton (3)          | Martha Kinsey                | 6:1, 6:1                |
| 1908                                                      | Martha Kinsey           | Marjorie Dodd                | 4:6, 8:6, 6:2           |
| 1909                                                      | Edith Hannam            | Martha Kinsey                | 6:3, 6:1                |
| 1910                                                      | Miriam Steever          | Rhea Fairbairn               | 4:6, 8:6, 6:0           |
| 1911                                                      | Marjorie Dodd (1)       | Helen McLaughlin             | 6:0, 6:2                |
| 1912                                                      | Marjorie Dodd (2)       | May Sutton                   | kampflos                |
| 1913                                                      | Ruth Sanders (1)        | Marjorie Dodd                | 6:2, 6:3                |
| 1914                                                      | Ruth Sanders (2)        | Katharine Brown              | 7:5, 5:7, 6:2           |
| 1915                                                      | Molla Mallory           | Ruth Sanders                 | 6:0, 6:4                |
| 1916                                                      | Martha Guthrie          | Marguerite Davis             | 6:2, 2:6, 6:1           |
| 1917                                                      | Katharine Brown         | Mrs. Willis Adams            | 7:5, 0:6, 6:4           |
| 1918–1919 fand das Turnier nicht statt (Erster Weltkrieg) |                         |                              |                         |
| 1920                                                      | Ruth Sanders Cordes (3) | Ruth King                    | 6:1, 6:0                |
| 1921 fand das Turnier nicht statt                         |                         |                              |                         |
| 1922                                                      | Ruth Sanders Cordes (4) | Olga Strashun                | 6:3, 6:4                |
| 1923                                                      | Ruth Sanders Cordes (5) | Clara Louise Zinke           | 6:0, 7:5                |
| 1924                                                      | Olga Strashun           | Clara Louise Zinke           | 6:4, 6:2                |
| 1925                                                      | Marian Leighton         | Clara Louise Zinke           | 6:3, 6:2                |
| 1926                                                      | Clara Louise Zinke (1)  | Olga Strashun Weil           | 6:2, 6:2                |
| 1927                                                      | Clara Louise Zinke (2)  | Marian Leighton              | 6:4, 4:6, 4:1 Aufgabe   |
| 1928                                                      | Midge Gladman           | Clara Louise Zinke           | 6:4, 6:4                |
| 1929                                                      | Clara Louise Zinke (3)  | Ruth Riese                   | 6:2, 6:3                |
| 1930                                                      | Clara Louise Zinke (4)  | Ruth Riese                   | 6:2, 6:4                |
| 1931                                                      | Clara Louise Zinke (5)  | Ruth Riese                   | 6:1, 6:1                |
| 1932                                                      | Dorothy Weisel Hack     | Clara Louise Zinke           | 6:1, 6:0                |
| 1933                                                      | Muriel Adams            | Helen Fulton                 | 6:4, 6:4                |
| 1934                                                      | Gracyn Wheeler          | Esther Bartosh               | kampflos                |
| 1935 fand das Turnier nicht statt (Große Depression)      |                         |                              |                         |
| 1936                                                      | Lila Porter             | Virginia Hollinger           | 6:4, 6:3                |
| 1937                                                      | Virginia Hollinger (1)  | Monica Nolan                 | 6:3, 6:2                |
| 1938                                                      | Virginia Hollinger (2)  | Margaret Jessee              | 8:6, 1:6, 6:0           |
| 1939                                                      | Catherine Wolf (1)      | Virginia Hollinger           | 6:2, 6:3                |
| 1940                                                      | Alice Marble            | Gracyn Wheeler               | 6:3, 6:4                |
| 1941                                                      | Pauline Betz Addie (1)  | Mary Arnold                  | 6:4, 6:3                |
| 1942                                                      | Catherine Wolf (2)      | Monica Nolan                 | 6:4, 6:1                |
| 1943                                                      | Pauline Betz Addie (2)  | Catherine Wolf               | 6:0, 6:2                |
| 1944                                                      | Dorothy Bundy Cheney    | Pauline Betz Addie           | 7:5, 6:4                |
| 1945                                                      | Pauline Betz            | Dorothy Bundy Cheney         | 6:2, 6:0                |
| 1946                                                      | Virginia Kovacs         | Shirley Fry Irvin            | 6:4, 6:1                |
| 1947                                                      | Betty Rosenquest        | Betty Hulbert James          | 9:7, 6:2                |
| 1948                                                      | Dorothy Head Knode      | Mercedes "Baba" Madden Lewis | 6:4, 6:4                |
| 1949                                                      | Magda Rurac             | Beverly Baker Fleitz         | 6:4, 2:6, 6:0           |
| 1950                                                      | Beverly Baker Fleitz    | Magda Rurac                  | 5:7, 6:3, 9:7           |
| 1951                                                      | Pat Canning Todd        | Magda Rurac                  | 6:3, 6:4                |
| 1952                                                      | Anita Kanter            | Doris Popple                 | 6:0, 6:1                |
| 1953                                                      | Thelma Coyne Long       | Anita Kanter                 | 7:5, 6:2                |
| 1954                                                      | Lois Felix (1)          | Ethel Norton                 | 6:1, 6:3                |
| 1955                                                      | Mimi Arnold             | Barbara Breit                | 6:4, 6:3                |
| 1956                                                      | Yola Ramírez Ochoa      | Mary Ann Mitchell            | 7:5, 6:1                |
| 1957                                                      | Lois Felix (2)          | Pat Naud                     | 7:5, 2:6, 7:5           |
| 1958                                                      | Gwyn Thomas             | Martha Hernandez             | 6:1, 6:2                |
| 1959                                                      | Donna Floyd Fales       | Carol Hanks                  | 5:7, 6:2, 6:4           |
| 1960                                                      | Carol Hanks             | Farel Footman                | 6:2, 4:6, 6:3           |
| 1961                                                      | Fern Kellmeyer          | Carole Caldwell Graebner     | 3:6, 12:10, 7:5         |
| 1962                                                      | Julie Heldman           | Roberta Alison               | 6:4, 6:4                |
| 1963                                                      | Stephanie DeFina (1)    | Jane Bartkowicz              | 7:5, 6:2                |
| 1964                                                      | Jean Danilovich         | Alice Tym                    | 6:1, 6:2                |
| 1965                                                      | Stephanie DeFina (2)    | Roberta Alison               | 10:8, 5:7, 6:4          |
| 1966                                                      | Jane Bartkowicz (1)     | Fern Kellmeyer               | 6:3, 6:3                |
| 1967                                                      | Jane Bartkowicz (2)     | Patsy Rippy                  | 6:4, 6:1                |
| 1968                                                      | Linda Tuero             | Tory-Ann Fretz               | 6:1, 6:2                |
| 1969                                                      | Lesley Turner Bowrey    | Gail Chanfreau               | 1:6, 7:5, 10:10 Aufgabe |
| 1970                                                      | Rosemary Casals         | Nancy Richey Gunter          | 6:3, 6:3                |
| 1971                                                      | Virginia Wade           | Linda Tuero                  | 6:3, 6:3                |
| 1972                                                      | Margaret Court          | Evonne Goolagong Cawley      | 3:6, 6:2, 7:5           |
| 1973                                                      | Evonne Goolagong Cawley | Chris Evert                  | 6:2, 7:5                |
| 1974–1979 fand das Turnier nicht statt                    |                         |                              |                         |
| 1980                                                      | Tracy Austin            | Chris Evert-Lloyd            | 6:2, 6:1                |
| 1981                                                      | Martina Navratilova     | Sylvia Hanika                | 6:2, 6:4                |
| 1982                                                      | Barbara Potter (1)      | Bettina Bunge                | 6:4, 7:6                |
| 1983–1987 fand das Turnier nicht statt                    |                         |                              |                         |
| 1988                                                      | Barbara Potter (2)      | Helen Kelesi                 | 6:2, 6:2                |
| 1989–2003 fand das Turnier nicht statt                    |                         |                              |                         |
| 2004                                                      | Lindsay Davenport       | Wera Swonarjowa              | 6:3, 6:2                |
| 2005                                                      | Patty Schnyder          | Akiko Morigami               | 6:4, 6:0                |
| 2006                                                      | Wera Swonarjowa         | Katarina Srebotnik           | 6:2, 6:4                |
| 2007                                                      | Anna Tschakwetadse      | Akiko Morigami               | 6:1, 6:3                |
| 2008                                                      | Nadja Petrowa           | Nathalie Dechy               | 6:2, 6:1                |
| ↓ Kategorie: Premier 5 ↓                                  |                         |                              |                         |
| 2009                                                      | Jelena Janković         | Dinara Safina                | 6:4, 6:2                |
| 2010                                                      | Kim Clijsters           | Marija Scharapowa            | 2:6, 7:64, 6:2          |
| 2011                                                      | Marija Scharapowa       | Jelena Janković              | 4:6, 7:63, 6:3          |
| 2012                                                      | Li Na                   | Angelique Kerber             | 1:6, 6:3, 6:1           |
| 2013                                                      | Wiktoryja Asaranka (1)  | Serena Williams              | 2:6, 6:2, 7:66          |
| 2014                                                      | Serena Williams (1)     | Ana Ivanović                 | 6:4, 6:1                |
| 2015                                                      | Serena Williams (2)     | Simona Halep                 | 6:3, 7:65               |
| 2016                                                      | Karolína Plíšková       | Angelique Kerber             | 6:3, 6:1                |
| 2017                                                      | Garbiñe Muguruza        | Simona Halep                 | 6:1, 6:0                |
| 2018                                                      | Kiki Bertens            | Simona Halep                 | 2:6, 7:66, 6:2          |
| 2019                                                      | Madison Keys            | Swetlana Kusnezowa           | 7:5, 7:65               |
| 2020                                                      | Wiktoryja Asaranka (2)  | Naomi Ōsaka                  | kampflos                |
| ↓ Kategorie: WTA 1000 ↓                                   |                         |                              |                         |
| 2021                                                      | Ashleigh Barty          | Jil Teichmann                | 6:3, 6:1                |
| 2022                                                      | Caroline Garcia         | Petra Kvitová                | 6:2, 6:4                |
| 2023                                                      | Coco Gauff              | Karolína Muchová             | 6:3, 6:4                |
| 2024                                                      | Aryna Sabalenka         | Jessica Pegula               | 6:3, 7:5                |
| 2025                                                      | Iga Świątek             | Jasmine Paolini              | 7:5, 6:4                |

### Doppel
| Jahr                                    | Siegerinnen                                  | Finalgegnerinnen                                   | Ergebnis                |
| --------------------------------------- | -------------------------------------------- | -------------------------------------------------- | ----------------------- |
| 1899                                    | Juliette Atkinson Myrtle McAteer             | Winona Closterman Julia Doherty                    | 6:1, 6:2, 6.3           |
| 1900                                    | Myrtle McAteer Maud Banks                    | Winona Closterman Mardi Hunt                       | 6:1, 6:0                |
| 1901                                    | Juliette Atkinson Marion Jones               | Winona Closterman Lilly Wilshire                   | 3:6, 7:9, 6:3, 9:7, 6:2 |
| 1902                                    | Maud Banks Hallie Champlin                   | Winona Closterman Carrie Neely                     | 6:2, 7:5                |
| 1903                                    | Winona Closterman Carrie Neely               | Myrtle McAteer Marie Wimer                         | 6:3, 8:6                |
| 1904                                    | Myrtle McAteer Marie Wimer                   | Winona Closterman Carrie Neely                     | 6:3, 6:4                |
| 1905                                    | Myrtle McAteer Helen Homans                  | May Sutton Lula Belden                             | 6:1, 6:3                |
| 1906                                    | May Sutton Marjorie Dodd                     | Florence Sutton Lula Belden                        | 6:3, 3:6, 6:3           |
| 1907                                    | Ruth Cowing Martha Kinsey                    | Adele Kruse Natalie Breed                          | 6:1, 6:3                |
| 1908                                    | Martha Kinsey Marjorie Dodd                  | Adele Kruse Dorothy Kellogg                        | 6:4, 6:3                |
| 1909                                    | Martha Kinsey Adele Kruse                    | Edith Hannam Julius Frieberg                       | 6:4, 7:5                |
| 1910                                    | Martha Kinsey Helen McLaughlin               | Miriam Steever Jane Craven                         | 1:6, 6:4, 6:3           |
| 1911                                    | Helen Ratterman R. Sanders Cordes            | Edith Emerson Mardi Hunt                           | 6:1, 6:0                |
| 1912                                    | Mary Kendall Browne Louise Moyes             | May Sutton Mrs. Gus Touchard                       | 6:3, 6:3                |
| 1913                                    | R. Fairbairn Marty Helen McLaughlin          | Marjorie Dodd Elizabeth Cleneay                    | 6:4, 6:4                |
| 1914 fand das Turnier nicht statt       |                                              |                                                    |                         |
| 1915                                    | Molla Mallory Carrie Neely                   | R. Sanders Cordes M. M. MacNeill                   | 6:1, 6:0                |
| 1916                                    | Martha Guthrie Martha Ellis                  | Marguerite Davis Marjorie Hires                    | 6:3, 8:6                |
| 1917 wurde kein Doppel ausgetragen      |                                              |                                                    |                         |
| 1918–1919 fand das Turnier nicht statt  |                                              |                                                    |                         |
| 1920                                    | Ruth King Bobbie Esch                        | R. Sanders Cordes Mildred Rask                     | 6:8, 11:9, 6:3          |
| 1921 fand das Turnier nicht statt       |                                              |                                                    |                         |
| 1922–1926 wurde kein Doppel ausgetragen |                                              |                                                    |                         |
| 1927                                    | Clara Louise Zinke Olga Strashun Weil        | Marion Leighton Ruth Riese                         | 7:5, 6:1                |
| 1928                                    | Clara Louise Zinke Ruth Oexman               | Ruth Riese Betty Duffy                             | 6:0, 7:5                |
| 1929 wurde kein Doppel ausgetragen      |                                              |                                                    |                         |
| 1930                                    | Clara Louise Zinke Ruth Oexman               | Ruth Riese Barbara Duffy                           | 6:0, 6:2                |
| 1931                                    | Clara Louise Zinke Ruth Oexman               | Josephine Gray Barbara Duffy                       | 5:7, 6:2, 6.3           |
| 1932                                    | Clara Louise Zinke Ruth Oexman               | D. Weisel Hack Helen Fulton                        | 6:2, 1:6, 6:4           |
| 1933                                    | Elizabeth Kesting Helen Fulton               | Clara Louise Zinke Ruth Oexman                     | abgesagt                |
| 1934                                    | Helen Fulton Elizabeth Kesting               | Esther Bartosh Marianne Hunt                       | 0:6, 6:3, 7:7 (?)       |
| 1935 fand das Turnier nicht statt       |                                              |                                                    |                         |
| 1936                                    | Catherine Wolf Edna Smith                    | Josephine Gray Lila Porter                         | 6:3, 6:4                |
| 1937                                    | Josephine Gray Jane Wagner                   | Monica Nolan Clara Louise Zinke                    | 7:5, 6:4                |
| 1938                                    | Virginia Wolfenden Patricia Canning Todd     | Monica Nolan Marta Barnett                         | 0:6, 8:6, 6:2           |
| 1939                                    | Catherine Wolf Monica Nolan                  | Jane Wagner Josephine Gray                         | 6:4, 6:1                |
| 1940                                    | Alice Marble Mary Arnold                     | Mary Hardwick Nina Brown                           | 7:5, 6:4                |
| 1941                                    | Jane Stanton Barbara Bradley                 | Doris Hart Nellie Sheer                            | 6:4, 4:6, 12:10         |
| 1942                                    | Catherine Wolf Peggy Welsh                   | Monica Nolan Jane Wagner                           | 6:3, 6:0                |
| 1943                                    | Pauline Betz Nancy Corbett                   | Catherine Wolf Jane Wagner                         | 6:3, 9:7                |
| 1944                                    | Dorothy Bundy Mary Arnold                    | Pauline Betz Gloria Thompson                       | 6:3, 6:2                |
| 1945                                    | Dorothy Bundy Sarah Palfrey                  | Mary Arnold Shirley Fry                            | 6:2, 6:2                |
| 1946                                    | Mary Arnold Shirley Fry                      | Virginia Kovacs Barbara Scofield                   | 6:3, 6:4                |
| 1947                                    | Marta Barnett Rosemary Buck                  | M. Madden Lewis Nancy Corbett                      | 6:4, 6:2                |
| 1948                                    | Dorothy Head Magda Rurac                     | Betty Pratt Margaret Varner Bloss                  | 3:6, 6:4, 6:2           |
| 1949                                    | Nancy Morrison Magda Rurac                   | Catherine Malcolm Barbara Beckel                   | 6:2, 6:4                |
| 1950                                    | Beverly Baker Magda Rurac                    | Jeanne Arth S. Arth Loeding                        | 6:3, 6:1                |
| 1951                                    | Patricia Canning Todd Dorothy Head           | Magda Rurac Sue Herr                               | 6:2, 6:3                |
| 1952                                    | Anita Kanter Joan Merciadis                  | Louise Kiely Sara Mae Turber                       | 6:4, 6:1                |
| 1953                                    | Thelma Coyne Long Anita Kanter               | L. Lou Jahn Kunnen Joan Merciadis                  | 7:5, 6:2                |
| 1954                                    | Pat Stewart Ethel Norton                     | Juliana Copeland Sara Mae Turber                   | 6:4, 6:2                |
| 1955                                    | Karol Fageros Mimi Arnold                    | Yola Ramírez Ochoa Sara Mae Turber                 | ?                       |
| 1956                                    | Karol Fageros Janet Hopps                    | Juliana Copeland Yola Ramírez Ochoa                | 9:7, 6:4                |
| 1957                                    | Margareta Bonstrom Lois Felix                | Linda Vail Pat Naud                                | 7:5, 6:1                |
| 1958                                    | Martha Hernández Marilyn Montgomery          | Gwyn Thomas Sara Mae Turber                        | 6:3, 5:7, 6:0           |
| 1959                                    | M. Martin Marilyn Montgomery                 | Carole Loop Susan Butt                             | 6:4, 6:1                |
| 1960                                    | Justina Bricka Carol Hanks                   | Linda Nein Farel Footman                           | 6:3, 6:4                |
| 1961                                    | Carole Caldwell Cathie Gagel                 | Lynn Haines Peachy Kellmeyer                       | 6:4, 8:6                |
| 1962                                    | R. A. Baumgardner Mary Habitch               | Tory-Ann Fretz Carolyn Rogers                      | 7:5, 8:6                |
| 1963                                    | R. A. Baumgardner Linda Lou Crosby           | Virginia Brown Carolyn Rogers                      | 6:4, 4:6, 6:2           |
| 1964                                    | Brenda Nunns Faye Urban                      | Jean Danilovich Cathie Gagel                       | 6:1, 7:9, 6:2           |
| 1965                                    | R. A. Baumgardner Stephanie DeFina           | Marmee Fry Ginger Pfeiffer                         | 6:4, 6:2                |
| 1966                                    | Jane Bartkowicz Peachy Kellmeyer             | Patsy Rippy Becky Vest                             | 6:1, 6:4                |
| 1967                                    | Jane Bartkowicz Patsy Rippy                  | Pixie Lamm Marilyn Aschner                         | 6:3, 6:0                |
| 1968                                    | Emilie Burrer Linda Tuero                    | Peggy Michel Carol Gay                             | 6:2, 6:3                |
| 1969                                    | Kerry Harris Valerie Ziegenfuss              | Emilie Burrer Pam Richmond                         | 6:3, 9:7                |
| 1970                                    | Rosie Casals Gail Chanfreau                  | Helen Gourlay Pat Walkden                          | 12:10, 6:1              |
| 1971                                    | Helen Gourlay Linda Tuero                    | Gail Sherriff Winnie Shaw                          | 6:4, 6:4                |
| 1972                                    | Evonne Goolagong Cawley Margaret Smith Court | Brenda Kirk Pat Walkden                            | 6:4, 6:1                |
| 1973                                    | Pat Walkden Ilana Kloss                      | Evonne Goolagong Cawley Janet Young-Langford       | 7:6, 3:6, 6.2           |
| 1974–1979 fand das Turnier nicht statt  |                                              |                                                    |                         |
| 1980                                    | Laura duPont Pam Shriver                     | Mima Jaušovec Ann Kiyomura                         | 6:3, 6:3                |
| 1981                                    | Kathy Jordan Anne Smith                      | Martina Navratilova Pam Shriver                    | 1:6, 6:3, 6:3           |
| 1982                                    | Sue Barker Ann Kiyomura                      | Pam Shriver Anne Smith                             | 6:2, 7:6                |
| 1983–1987 fand das Turnier nicht statt  |                                              |                                                    |                         |
| 1988                                    | Beth Herr Candy Reynolds                     | Lindsay Bartlett Helen Kelesi                      | 4:6, 7:6, 6:1           |
| 1989–2003 fand das Turnier nicht statt  |                                              |                                                    |                         |
| 2004                                    | Jill Craybas Marlene Weingärtner             | Anna-Lena Grönefeld Emmanuelle Gagliardi           | 7:5, 7:62               |
| 2005                                    | Laura Granville Abigail Spears               | Květa Peschke María Emilia Salerni                 | 3:6, 6:2, 6:4           |
| 2006                                    | Maria Elena Camerin Gisela Dulko             | Marta Domachowska Sania Mirza                      | 6:4, 3:6, 6:2           |
| 2007                                    | Bethanie Mattek Sania Mirza                  | Alina Schidkowa Tazzjana Putschak                  | 7:64, 7:5               |
| 2008                                    | Marija Kirilenko Nadja Petrowa               | Hsieh Su-wei Jaroslawa Schwedowa                   | 6:3, 4:6, [10:8]        |
| ↓ Kategorie: Premier 5 ↓                |                                              |                                                    |                         |
| 2009                                    | Cara Black Liezel Huber                      | Nuria Llagostera Vives María José Martínez Sánchez | 6:3, 0:6, [10:2]        |
| 2010                                    | Wiktoryja Asaranka Marija Kirilenko          | Lisa Raymond Rennae Stubbs                         | 7:64, 7:68              |
| 2011                                    | Vania King Jaroslawa Schwedowa               | Natalie Grandin Vladimíra Uhlířová                 | 6:4, 3:6, [11:9]        |
| 2012                                    | Andrea Hlaváčková Lucie Hradecká             | Katarina Srebotnik Zheng Jie                       | 6:1, 6:3                |
| 2013                                    | Hsieh Su-wei Peng Shuai                      | Anna-Lena Grönefeld Květa Peschke                  | 2:6, 6:3, [12:10]       |
| 2014                                    | Raquel Kops-Jones Abigail Spears             | Tímea Babos Kristina Mladenovic                    | 6:1, 2:0 Aufgabe        |
| 2015                                    | Chan Hao-ching Chan Yung-jan                 | Casey Dellacqua Jaroslawa Schwedowa                | 7:5, 6:4                |
| 2016                                    | Sania Mirza Barbora Strýcová                 | Martina Hingis Coco Vandeweghe                     | 7:5, 6:4                |
| 2017                                    | Chan Yung-jan Martina Hingis                 | Hsieh Su-wei Monica Niculescu                      | 4:6, 6:4, [10:7]        |
| 2018                                    | Lucie Hradecká Jekaterina Makarowa           | Elise Mertens Demi Schuurs                         | 6:2, 7:5                |
| 2019                                    | Lucie Hradecká Andreja Klepač                | Anna-Lena Grönefeld Demi Schuurs                   | 6:4, 6:1                |
| 2020                                    | Květa Peschke Demi Schuurs                   | Nicole Melichar Xu Yifan                           | 6:1, 4:6, [10:4]        |
| ↓ Kategorie: WTA 1000 ↓                 |                                              |                                                    |                         |
| 2021                                    | Samantha Stosur Shuai Zhang                  | Gabriela Dabrowski Luisa Stefani                   | 7:5, 6:3                |
| 2022                                    | Ljudmyla Kitschenok Jeļena Ostapenko         | Nicole Melichar-Martinez Ellen Perez               | 7:65, 6:3               |
| 2023                                    | Alycia Parks Taylor Townsend                 | Nicole Melichar-Martinez Ellen Perez               | 6:71, 6:4, [10:6]       |
| 2024                                    | Asia Muhammad Erin Routliffe                 | Leylah Fernandez Julija Putinzewa                  | 3:6, 6:1, [10:4]        |
| 2025                                    | Gabriela Dabrowski Erin Routliffe            | Guo Hanyu Alexandra Panowa                         | 6:4, 6:3                |

Abu Dhabi |
Adelaide |
Bad Homburg |
Berlin |
Brisbane |
Charleston |
Cincinnati |
Doha |
Dubai |
Eastbourne |
Indian Wells |
Kanada |
Madrid |
Miami |
Monterrey |
Moskau |
Ningbo |
Ostrava |
Peking |
Rom |
San José |
Seoul |
St. Petersburg |
Straßburg |
Stuttgart |
Tokio |
Wuhan |
Zhengzhou
Ehemalige Turniere der WTA 500, WTA 1000 bzw. WTA Premier Serie bzw. Tier I-III-Turniere: 

Antwerpen |
Birmingham |
Brüssel |
Los Angeles |
New Haven |
Paris |
San Diego |
Stanford |
Sydney |
Warschau
1980 |
1981 |
1982 |
1983–1987 |
1988 |
1989–2003 |
2004 |
2005 |
2006 |
2007 |
2008 |
2009 |
2010 |
2011 |
2012 |
2013 |
2014 |
2015 |
2016 |
2017 |
2018 |
2019 |
2020 |
2021 |
2022 |
2023 |
2024 |
2025
Atlanta (Herren) |
Cleveland (Damen) |
Cincinnati (Damen | Herren) |
Indianapolis (Herren) |
Kanada Masters (Damen | Herren) |
Los Angeles (Damen | Herren) |
Newport (Herren) |
New Haven (Damen | Herren) |
San Diego (Damen) |
San José(Damen) |
Stanford (Damen) |
Washington, D. C. (Damen | Herren) |
Winston Salem (Herren)